# Adelson i Salvini
Adelson i Salvini (wł. Adelson e Salvini) – młodzieńcza opera semiseria Vincenza Belliniego z librettem Andrei Leone Tottoli.

## Osoby
- Nelly, sierota, ukochana Adelsona – sopran
- Pani Rivers (Madama Rivers), guwernantka w domu Adelsona – mezzosopran
- Fanny, wychowanica Adelsona – alt
- Salvini, nauczyciel rysunku – tenor
- Lord Adelson – baryton
- Bonifacy (Bonifacio), służący Salviniego – bas
- Struley, oficer, stryj Nelly – baryton
- Geronio, zaufany Struleya – bas

## Historia utworu
Bellini skomponował Adelsona i Salviniego w czasie studiów w neapolitańskim Konserwatorium św. Sebastiana. Pierwsza wersja utworu została wystawiona w teatrze szkolnym, w obsadzie męskiej. Opera składała się z trzech aktów i miała mówione dialogi. Dwa lata później Bellini przerobił utwór na dwuaktowy i skomponował recytatywy. W tej wersji Adelsona i Salviniego wystawiono dopiero w 1992 roku. Fragmenty muzyki z Adelsona i Salviniego wykorzystał Bellini w późniejszej operze Capuleti i Montecchi.

## Nagrania
| Obsada (Nelly, Fanny, Salvini, Adelson)                    | Dyrygent      | Orkiestra, chór                              | Wytwórnia | Rok nagrania | Uwagi                                             |
| ---------------------------------------------------------- | ------------- | -------------------------------------------- | --------- | ------------ | ------------------------------------------------- |
| Alicia Nafé, Lucia Rizzi, Bradley Williams, Fabio Previati | Andrea Licata | Orkiestra i Chór Teatru Belliniego w Katanii | Nuova Era | 1992         | Nagranie na żywo prapremiery drugiej wersji opery |